# کلایتون استیونسون
کلایتون استیونسون (انگلیسی: Clayton Stevenson؛ زادهٔ ۲۹ دسامبر ۱۹۶۷) دوچرخه‌سوار اهل استرالیا است. وی در بازی‌های المپیک تابستانی ۱۹۸۸ شرکت کرده است.